# 블러드 워크 (2002년 영화)
《블러드 워크》(영어: Blood Work)는 2002년 개봉한 미국의 미스터리 스릴러 영화이다. 마이클 코널리의 동명 소설을 원작으로 클린트 이스트우드가 연출과 제작을 맡고, 브라이언 헬걸런드가 각본을 썼다.
2002년 8월 미국 극장에서 개봉했다. 대한민국에서는 같은 해 11월 29일 개봉하였다.
제59회 베네치아 국제 영화제 비경쟁작 부문에서 상영되었으며, 이스트우드가 미래 영화제 디지털상을 수상하였다.

## 줄거리
연방수사국(FBI) 특수 요원 테리는 살인마 "코드 킬러"를 쫓던 중 심근 경색으로 쓰러진다.
2년 후 은퇴하여 롱비치 수상가옥에 살던 테리는 심장 이식 수술을 받고 새로운 생명의 기회를 얻는다. 이런 테리에게 그라시엘라라는 여성이 찾아와 테리가 받은 심장의 기증자가 여형제 글로리아라는 사실을 밝히며 글로리아의 살인 사건을 조사해달라고 요청한다.

## 출연
- 클린트 이스트우드 - 테리 매케일럽 역
- 제프 대니얼스 - 재스퍼 "버디" 눈 역
- 앤젤리카 휴스턴 - 보니 폭스 의사 역
- 완다 데헤수스 - 그라시엘라 리버스 역
- 티나 리퍼드 - 제이 윈스턴 형사 역
- 폴 로드리게스 - 로널드 어랭고 역
- 딜런 월시 - 존 월러 형사 역
- 릭 호프먼 - 제임스 로크리지 역
- 앨릭스 커롬제이 - 코델 부인 역
- 이고리 지지킨 - 미하일 볼로토프 역
- 디나 이스트우드 - 기자 1 역
- 마리아 퀴반 - 기자 2 역

## 우리말 녹음
SBS 성우진 (2007년 8월 4일)
- 황일청 - 테리 매케일럽(클린트 이스트우드)
- 성완경 - 버디 눈(제프 대니얼스)
- 이진화 - 그라시엘라 리버스(완다 데헤수스)
- 최성우 - 보니 폭스 의사(앤젤리카 휴스턴)
- 이호인 - 로널드 어랭고(폴 로드리게스)
- 이연희 - 제이 윈스턴(티나 리퍼드)
- 김소형 - 로크리지(릭 호프먼) / 반장(글렌 모샤워)
- 양정애 - 코델 부인(앨릭스 커롬제이)
- 최한 - 월러(딜런 월시) / 볼로토프(이고리 지지킨)
- 홍진욱 - 톨리버(제리 베커)
- 조현정 - 레이먼드(메이슨 루세로)